# سیرانوش آتویان
سیرانوش هاکوبی آتویان (ارمنی: Սիրանուշ Յակովի Աթոյան زاده ۱۷ نوامبر ۱۹۰۴ - درگذشته ۱۹۸۵) یک معمار اهل ارمنستان بود.

## زندگی‌نامه
وی در ۱۷ نوامبر ۱۹۰۴ در آخالتسیخه به دنیا آمد و از دانشگاه ملی پلی‌تکنیک ارمنستان (۱۹۳۱) فارغ‌التحصیل گشت. از ۱۹۳۲ عضو اتحادیه معماران ارمنستان وی در های‌پداناخاگیتس (۱۹۵۲-۱۹۷۱) فعالیت کرده است.  وی در ۱۹۸۵ در سن ۸۱ سالگی در ایروان درگذشت.

## نگارخانه

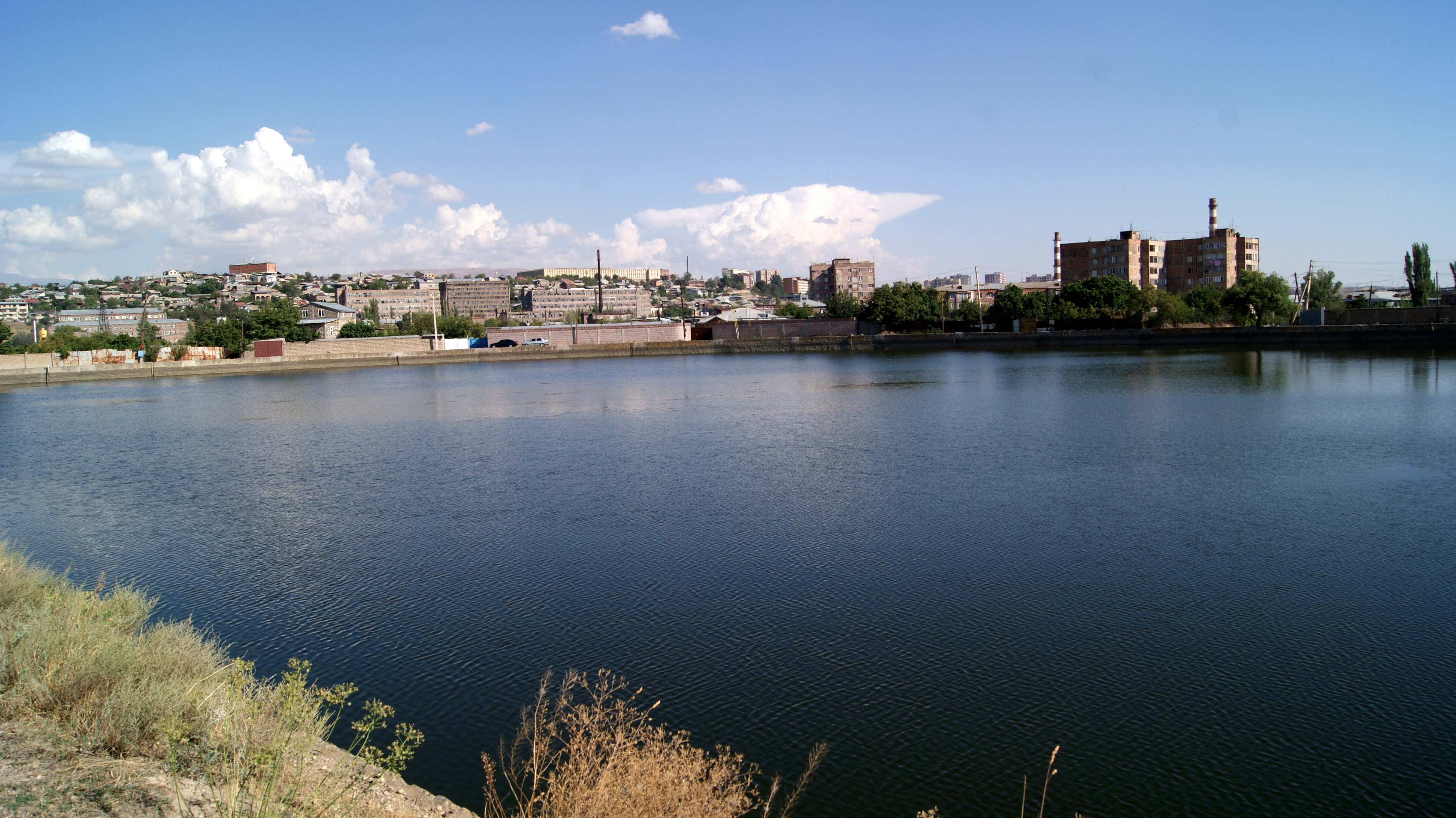

## یادداشت
1. ↑  Armenian State Project